# رؤیاهای آمریکایی
رویاهای آمریکایی (American Dreamz) یک فیلم کمدی آمریکایی محصول سال ۲۰۰۶ به کارگردانی پال وایتز است و طنز دوگانه ای، هم به سرگرمی عامه و هم به سیاستهای آمریکا در دولت دوم بوش می‌باشد.

## بازیگران
- هیو گرانت به عنوان مارتین «توییدی» تویید
- دنیس کواید به عنوان رئیس‌جمهور جوزف استاتوت
- مارسیا گی هاردن به عنوان بانوی اول
- ویلم دفو به عنوان رئیس ستاد کاخ سفید
- مندی مور به عنوان سالی کندو
- کریس کلاین به عنوان ویلیام ویلیامز
- جنیفر کولیج به عنوان مارتا کندو
- سام گلزاری به عنوان عمر اوبیدی
- ست مایرز به عنوان چت کروگل
- جودی گریر به عنوان دبورا آکوردو
- جان چو به عنوان فرانک ایتلز
- تونی یلدا (وینتر جونز) به عنوان اقبال رضا
- نورین دیوالف به عنوان شبنم «شزی» رضا
- شهره آغداشلو به عنوان نازنین رضا
- آدام بوش به عنوان شولم گلکستین
- جف راس به عنوان اعلام کننده پیش نمایش نهایی رویاهای آمریکایی

## تولید
اگرچه مسابقه خوانندگی به تصویر کشیده شده در فیلم به عنوان یک طنز مستقیم امریکن آیدل تفسیر شده‌است، اما پال وایتز در مصاحبه ای گفت که این شباهت‌ها تقریباً اتفاقی است و نمایش دهنده این فیلم نه براساس سایمون کاول بلکه از روی خود شخصیت هیو گرانت انجام شده‌است: "یک مرد افسرده اما واقعاً خنده دار، بدبین … قدرت داوری بالا و بنابراین این فقط او است که از روی صحنه قضاوت و داوری می‌کند. " ویتز در ادامه فیلم را به جای یک طنز سیاسی، یک طنز فرهنگی خواند.

## گیشه
رویاهای آمریکایی در ۲۱ آوریل ۲۰۰۶ منتشر شد و ۳٫۷ دلار درآمد داشت و در پایان اولین هفته، در ردیف نهم پرفروش‌ها قرار داشت.
در هلند، این فیلم در شماره ۷ جدول شروع به کار کرد و در هفته دوم خود به رتبه دهم رسید. از ۱۴ ژوئن ۲۰۰۶، این فیلم در کل ۹۲٬۴۳۲ یورو در هلند به دست آورد.
در اسپانیا، این فیلم با شماره ۱۱ در جدول ۵۰ فیلم آغاز شد و ۱۰۹٬۶۸۱ دلار درآمد کسب کرد.

## موسیقی
موسیقی این فیلم در ۱۸ آوریل ۲۰۰۶ توسط Lakeshore Records منتشر شد.
1. "Stars and Stripes Forever"
2. "One" - سام گلزاری (از فیلم A Chorus Line)
3. "Luck Be a Lady" - سام گلزاری (از مردها و عروسک‌ها)
4. "Impossible Dream" - سام گلزاری (از مردی از لامانتا)
5. "My Way" - سام گلزاری
6. "Greased Lightnin" - سام گلزاری (از گریس)
7. "Super Freak" - ریک جیمز
8. "That's Entertainment" - جم
9. "Nights in White Satin" - مودی بلوز
10. "Mommy Don't Drink Me to Bed Tonight" - مندی مور
11. "Girl Let's Not Be Friends" - جاشوا وید
12. "Rockin' Man" - تری پارکر
13. "Never Felt This Way Before" - نیکی جی. کرافورد
14. "Lez Git Raunchy" - آدام بوش
15. "Dreams with a Z" - مندی مور
16. "Tea Time" - جو لورولد
17. "Trail of Love" - رازن شدو به همراه تریسا جیمز
18. "Riza" - پدرو استاچه، پاول لیوینگستون، فیصل زادن، وائل کاکیش، و داناوان لرمان

## دی وی دی
رویاهای آمریکایی در ۲ ژوئیه ۲۰۰۶ از طریق دی وی دی در انگلستان، در اکتبر در ایالات متحده و بعداً در همان سال در استرالیا منتشر شد.